# Placówka Straży Granicznej I linii „Wisłok Wielki”
Placówka Straży Granicznej I linii „Wisłok Wielki” – jednostka organizacyjna Straży Granicznej pełniąca służbę ochronną na granicy polsko-czechosłowackiej w okresie międzywojennym.

## Formowanie i zmiany organizacyjne
Na wniosek Ministerstwa Skarbu, uchwałą z 10 marca 1920 roku, powołano do życia Straż Celną. Od połowy 1921 roku jednostki Straży Celnej rozpoczęły przejmowanie odcinków granicy od pododdziałów Batalionów Celnych. Proces tworzenia Straży Celnej trwał do końca 1922 roku. Placówka Straży Celnej „Wisłok” weszła w podporządkowanie komisariatu Straży Celnej „Komańcza” z Inspektoratu SC „Dukla”.
Rozporządzeniem Prezydenta Rzeczypospolitej Polskiej Ignacego Mościckiego z 22 marca 1928 roku, do ochrony północnej, zachodniej i południowej granicy państwa, a w szczególności do ich ochrony celnej, powoływano z dniem 2 kwietnia 1928 roku  Straż Graniczną.
Rozkazem nr 5 z 16 maja 1928 roku w sprawie organizacji Małopolskiego Inspektoratu Okręgowego dowódca Straży Granicznej gen. bryg. Stefan Pasławski określił strukturę organizacyjną komisariatu SG „Jaśliska”. 
Rozkazem komendanta Straży Granicznej z 10 lipca 1929  w sprawach organizacyjnych  powołano placówkę Straży Granicznej „Huta Polańska” w sile jednej drużyny przekazanej z podkomisariatu „Polany”. 
Placówka Straży Granicznej I linii „Wisłok Wielki” znalazła się w jego strukturze.
Rozkazem nr 1 z 29 stycznia 1934 roku w sprawach [...] zmian przydziałów, komendant Straży Granicznej płk Jan Jur-Gorzechowski wyłączył placówkę I linii Wisłok z komisariatu Straży Granicznej „Jaśliska” i przydzielił do komisariatu Straży Granicznej „Wola Michowa”.

## Służba graniczna
Sąsiednie placówki:
- placówka Straży Granicznej I linii „Jasiel” ⇔ placówka Straży Granicznej I linii „Radoszyce”− 1928[7]

## Kierownicy placówki
- starszy strażnik Jan Gorczyca (1938)[9]